# Національна дорога 77 (Польща)
Національна дорога 77 (пол. Droga krajowa nr 77, DK77) — національна дорога класу GP і G що веде від Липника до Перемишля. З'єднує 9 міст: Сандомир, Сталова Воля, Ніско, Руднік над Санем, Нова Сажина, Лежайськ, Ярослав, Радимно та Перемишль. Більша частина маршруту на Підкарпатті пролягає по течії річки Сян. На ділянці Липник — Ярослав дорога є альтернативою національній дорозі № 9 (для тих, хто хоче потрапити зі Свєнтокшиського воєводства в Підкарпатське воєводство, об'їжджаючи Рудну Малу, де є кільце, що веде до Жешув- Аеропорт Ясьонка та перехрестя з автострадою A4 та швидкісною дорогою S19, де закінчується національна дорога № 9), яка, як і національна дорога № 77, з'єднує Свєнтокшиське воєводство з Підкарпатським.
Проходить через Свєнтокшиське та Підкарпатське воєводства. Місцями дуже важко їздити через велику кількість колій. У 2012 році відкрито двосмугову об'їзну дорогу Перемишля з підвісним мостом «Перемишльська брама», яка включає всю національну дорогу No 77 і там закінчується. У 2021 році відкрито об'їзд Стальової Воли та Ніско.

## Клас дороги
Дорога має параметри класу GP на таких ділянках:
- Липник — Сандомир
- Сталова Воля та об'їзд Ніско
- Лежайська обійстя
- Ярослав — Радимно — Перемишль

і параметри класу G на ділянках:
- Сандомир — Сталова Воля
- Ніско — Лежайськ
- Лежайськ — Триньча — Ярослав[1]

## Допустиме навантаження на вісь
З 13 березня 2021 року на дорогах дозволено рух транспортних засобів з навантаженням на одну ведучу вісь до 11,5 тонн.

## Важливі міста на трасі DK77
- Ліпник (DK9)
- Сандомир (DK79, DW723, DW777) — міська об'їзна дорога
- Ґожиці (DW854)
- Стальова Воля (DW855, DW871) — об'їзна
- Нисько (S19, DW872, DW878) — об'їзна дорога
- Рудник-над-Сяном — об'їзна дорога
- Копкі (DW861, DW863)
- Нова Сажина — об'їзна дорога
- Лежайськ (DW875, DW877) — об'їзна дорога
- Тринча (DW835)
- Ярослав (DK94, DW865, DW880) — об'їзна
- Радимно (DK94) — об'їзна дорога
- Сколошів (A4)
- Журавиця (DW881)
- Перемишль (DK28, DW884, DW885) — об'їзна дорога

## Виноски
1. 1 2  Zarządzenie nr 34 Generalnego Dyrektora Dróg Krajowych i Autostrad z dnia 3 października 2017 r. w sprawie klas istniejących dróg krajowych (PDF). gddkia.gov.pl (пол.).
2. ↑  Podkarpackie: Obwodnica Stalowej Woli i Niska już otwarta dla kierowców – budownictwo (пол.)
3. ↑  Ustawa z dnia 18 grudnia 2020 r. o zmianie ustawy o drogach publicznych oraz niektórych innych ustaw (Dz.U. z 2021 r. poz. 54).